# Camarma de Esteruelas
Camarma de Esteruelas er en by og kommune i det centrale Spanien i Madrid-regionen. Den har et indbyggertal på 8.106 (2024) indbyggere.